# Reprezentacja San Marino w piłce siatkowej mężczyzn
Reprezentacja San Marino w piłce siatkowej mężczyzn — reprezentacja narodowa w piłce siatkowej założona w 1987 roku, występująca na arenie międzynarodowej od 1987 roku, czyli od powstania Narodowego Związku Piłki Siatkowej. Od 1987 roku jest członkiem FIVB i CEV. Za jej funkcjonowanie odpowiedzialny jest Federazione Sammarinese Pallavolo (FSP).
Mistrzostwa Europy Małych Państw:
- 2000 - 4.
- 2002 - 5.
- 2004 - nie brała udziału
- 2007 - nie brała udziału
- 2009 - 8.
- 2011 - 7.
- 2013 - 4.
- 2015 - nie brała udziału
- 2017 - nie brała udziału
- 2019 - nie brała udziału

Igrzyska małych państw Europy:
- 1987 -  2.
- 1989 - nie brała udziału
- 1991 - nie brała udziału
- 1993 -  3.
- 1995 - nie brała udziału
- 1997 -  2.
- 1999 -  2.
- 2001 -  1.
- 2003 -  2.
- 2005 -  3.
- 2007 -  2.
- 2009 - 4.
- 2011 - 5.
- 2013 - 4.
- 2015 -  3.
- 2017 -  3.
- 2019 - 4.